# Хемптон (Њу Џерзи)
Хемптон (енгл. Hampton) град је у америчкој савезној држави Њу Џерзи.

## Демографија
По попису из 2010. године број становника је 1.401, што је 145 (-9,4%) становника мање него 2000. године.
| Група             | 2000.         | 2010.         |
| Белци             | 1.385 (89,6%) | 1.247 (89,0%) |
| Афроамериканци    | 77 (5,0%)     | 35 (2,5%)     |
| Азијати           | 15 (1,0%)     | 26 (1,9%)     |
| Хиспаноамериканци | 44 (2,8%)     | 75 (5,4%)     |
| Укупно            | 1.546         | 1.401         |